# Охотное (Славский район)
Охотное — посёлок в Славском районе Калининградской области. Входит в состав Большаковского сельского поселения.

## Население
| 2002 | 2010 |
| ---- | ---- |
| 714  | ↘689 |

## История
Населённый пункт Лидемайтен в 1946 году был переименован в поселок Охотное.